# Боишься ли ты темноты? (телесериал, 2019)
Бои́шься ли ты темноты́? (англ. Are You Afraid of the Dark?) — канадский телевизионный сериал в жанре ужасов, транслировавшийся на телеканале Nickelodeon. Снят по мотивам одноимённого сериала 1990-х годов. На текущий момент состоит из трёх сезонов, из 3, 6 и 4 серий соответственно.

## Сюжет

### 1 сезон: «Карнавал судьбы»
Рэйчел после переезда идёт в новую школу и вскоре получает приглашение в «Общество полуночников»: несколько школьников по ночам собираются на поляне в лесу и рассказывают друг другу страшилки собственного сочинения. Чтобы доказать право войти в «Общество», кандидат должен сочинить новую страшную историю. Рэйчел использует сюжет мучающих её кошмаров о шоу-призраке «Карнавал страха» и его хозяине, мистере Сумраке, похищающем детей. История нравится «полуночникам» и девушку принимают в «Общество».
Вскоре «полуночники» с удивлением узнают, что в их город приезжает «Карнавал страха», по описанию точно соответствующий рассказу Рэйчел. В день приезда шоу пропадает один из школьников. «Полуночники» напуганы: им нравится рассказывать страшилки, но они вовсе не мечтают о встрече с их персонажами наяву. Ребята идут на шоу в надежде найти пропавшего, но им это не удаётся. Утром оказывается, что один из них не вернулся домой, а Рэйчел понимает, что никто кроме неё не помнит о «Карнавале страха»; на пустыре за городом, где располагалось шоу — пустая площадка.
Рэйчел удаётся убедить «Общество полуночников» в реальности произошедшего и в том, что они обязаны вернуть пропавших друзей и прекратить деятельность «Карнавала страха». Благодаря мобильнику, изъятому охраной шоу у одной из девушек, они определяют где сейчас находится шоу и отправляются туда. Их встречает подручный мистера Сумрака, он рассказывает историю своего хозяина, заключившего договор с Дьяволом ради успеха своего шоу, и предлагает помощь. Ребята верят ему, но оказывается, что он был отправлен хозяином, чтобы заманить их в ловушку. Тем не менее Рэйчел удаётся выйти победителем, освободить друзей и уничтожить мистера Сумрака и «Карнавал страха».

### 2 сезон: «Проклятие теней»
Действие происходит в городке Shadow Bay (Бухта Теней) где-то на морском побережье. Коннор, глава «Общества полуночников», состоящего из учеников местной школы, внезапно пропадает; его друг Люк приступает к поискам, затем подключаются остальные «полуночники». От Сардо́, владельца «волшебного магазина», они узнают историю о «человеке-тени», обитающем в лесу рядом с заброшенным маяком. Каждый, кого ночь застаёт в лесу, будет проклят: после заката его начнёт преследовать кошмарный монстр; рано или поздно он настигнет жертву, и больше её никто не увидит. Коннор стал очередной жертвой, а разыскивающие его друзья также оказываются прокляты. Теперь «человек-тень» преследует «полуночников», а они пытаются найти способ справиться с ним.
«Полуночники» узнают, что «человек-тень» появился в 1996 году, когда мэрия закрыла маяк. Дочь смотрителя, Джун Мёрфи, собирала подписи за сохранение маяка, но ей не хватило нескольких человек. В итоге произошёл несчастный случай, и Джун погибла. Её отец, воспользовавшись колдовской «Книгой теней», попытался воскресить дочь, но вместо этого превратился в «человека-тень», охотящегося на людей. «Полуночники» пытаются изгнать призрака и вернуть Коннора, но допускают роковую ошибку: прочитанное ими заклинание не изгоняет «человека-тень», а наоборот, придаёт ему сил. Монстр забирает их, одного за другим, а также убивает Сардо. Друзья жертвуют собой, чтобы дать Люку возможность спастись.
Люк находит способ извлечь друзей из тёмного мира, где их запер «человек-тень». «Полуночники» радуются спасению, но Люк настаивает на том, что дело необходимо довести до конца. Для этого им приходится с помощью заклинания перенестись в прошлое, в день, когда погибла Джун Мёрфи. Там они предотвращают смерть Джун и включают маяк, заманив «человека-тень» к его лампе. Монстр исчезает, а «полуночники» возвращаются; перед уходом они расписываются в петиции Джун за сохранение маяка, обеспечивая те самые необходимые несколько подписей. После возвращения ребята видят результаты своих действий: маяк работает, все люди, которые были жертвами призрака, живы, в лесу у маяка отдыхают взрослые и дети, о проклятии никто не слышал. Только Сардо, в магазин которого наведываются «полуночники», хоть и не признаёт, что сохранил память о произошедшем, но на прощание говорит Люку: «В следующий раз, услышав о проклятии, не играйте с ним».

### 3 сезон: «Остров-призрак»
Четверо друзей из «Клуба полуночников» отправляются в тропическое путешествие в отель на острове. Однако поездка, которая должна была стать для них веселым приключением, постепенно превращается в настоящий кошмар. Ребята выясняют, что один из закрытых на ключ номеров отеля является не чем иным, как порталом прямиков в ад. Через это помещение на остров просачиваются неупокоенные души умерших людей, которые настроены по отношению к живым вовсе не дружелюбно. Теперь друзья должны раскрыть тайну острова, а самое главное – выбраться с него живыми.

## Сезоны
| Сезон | Сезон | Название        | Эпизоды | Оригинальная дата выхода | Оригинальная дата выхода | Телеканал   |
| Сезон | Сезон | Название        | Эпизоды | Премьера сезона          | Финал сезона             | Телеканал   |
| ----- | ----- | --------------- | ------- | ------------------------ | ------------------------ | ----------- |
|       | 1     | Карнавал судьбы | 3       | 11 октября 2019          | 25 октября 2019          | Nickelodeon |
|       | 2     | Проклятие теней | 6       | 12 февраля 2021          | 19 марта 2021            | Nickelodeon |
|       | 3     | Остров-призрак  | 4       | 30 июля 2022             | 13 августа 2022          | Nickelodeon |

## Эпизоды

### 1 сезон: «Карнавал судьбы»(2019)
| № общий | № в сезоне | Название                                                                  | Режиссёр      | Автор сценария     | Дата премьеры   |
| ------- | ---------- | ------------------------------------------------------------------------- | ------------- | ------------------ | --------------- |
| 1       | 1          | «Часть 1: Представляю на рассмотрение» «Part One: Submitted for Approval» | Дин Израэлайт | БенДэвид Грабински | 11 октября 2019 |
| 2       | 2          | «Часть 2: Ночь открытия» «Part Two: Opening Night»                        | Дин Израэлайт | БенДэвид Грабински | 18 октября 2019 |
| 3       | 3          | «Часть 3: Уничтожь все шляпы» «Part Three: Destroy All Tophats»           | Дин Израэлайт | БенДэвид Грабински | 25 октября 2019 |

### 2 сезон: «Проклятие теней»(2021)
| № общий | № в сезоне | Название                                                      | Режиссёр     | Автор сценария              | Дата премьеры   |
| ------- | ---------- | ------------------------------------------------------------- | ------------ | --------------------------- | --------------- |
| 4       | 1          | «История о проклятом лесе» «The Tale of the Haunted Wood»     | Джефф Уодлоу | Д. Т. Биллингс              | 12 февраля 2021 |
| 5       | 2          | «История о ночных страхах» «The Tale of the Night Frights»    | Джефф Уодлоу | Д. Т. Биллингс              | 19 февраля 2021 |
| 6       | 3          | «История о призрачном фонаре» «The Tale of the Phantom Light» | Матиас Хендл | Алекс Эбель                 | 26 февраля 2021 |
| 7       | 4          | «История о пляске смерти» «The Tale of the Danse Macabre»     | Матиас Хендл | Д. Т. Биллингс              | 5 марта 2021    |
| 8       | 5          | «История о полуночной магии» «The Tale of the Midnight Magic» | Джефф Уодлоу | Д. Т. Биллингс, Алекс Эбель | 12 марта 2021   |
| 9       | 6          | «История о тёмном доме» «The Tale of the Darkhouse»           | Джефф Уодлоу | Д. Т. Биллингс              | 19 марта 2021   |

### 3 сезон: «Остров-призрак»(2022)
| № общий | № в сезоне | Название                                                | Режиссёр      | Автор сценария                              | Дата премьеры   |
| ------- | ---------- | ------------------------------------------------------- | ------------- | ------------------------------------------- | --------------- |
| 10      | 1          | «Повесть о тринадцатой комнате» «The Tale of Room 13»   | Дин Израэлайт | Д. Т. Биллингс, Крис Бруно, Дэвид Говард Ли | 30 июля 2022    |
| 11      | 2          | «Повесть о юном духе» «The Tale of the Teen Spirit»     | Дин Израэлайт | Д. Т. Биллингс, Крис Бруно, Дэвид Говард Ли | 30 июля 2022    |
| 12      | 3          | «Повесть о зеркале» «The Tale of the Looking Glass»     | Дин Израэлайт | Элисон Уилбер                               | 6 августа 2022  |
| 13      | 4          | «Повесть о другой стороне» «The Tale of the Other Side» | Дин Израэлайт | Д. Т. Биллингс, Кристина К. Мур             | 13 августа 2022 |

## Актёрский состав
- Джереми Рэй Тейлор — Грэм
- Мия Чех — Акико
- Лилиана Рэй — Рейчел
- Сэм Эш Арнольд — Гэвин
- Тамара Смарт — Луиза
- Рафаэль Касаль — мистер Топхат

## Производство и выпуск
После завершения в 2000 году выпуска оригинального сериала неоднократно говорилось о возможности его возобновления либо выпуска по его мотивам полнометражного фильма. 14 февраля 2019 года было объявлено о планах продолжения в виде мини-сериала.
Премьера в Канаде и США состоялась 7 октября 2019 года на Nickelodeon, в России — 15 марта 2020 года.
19 февраля 2020 года был запущен второй сезон под названием «Боишься ли ты темноты? Проклятие теней» (англ. «Are You Afraid of the Dark?: Curse of the Shadows»). 29 октября 2020 года было объявлено, что Брайс Гейзар, Арджун Атали, Беатрис Китсос, Малия Бейкер, Доминик Марише и Паркер Куинен сыграют членов нового Общества Полуночников. Премьера второго сезона, состоящего из шести серий, состоялась 12 февраля 2021 года.